# دی‌تیول
دی‌تیول نوعی ترکیب آلی گوگرد با دو گروه عاملی تیول است. ویژگی‌های دی‌تیول از دیدگاه حل شدنی بودن، بو و آتشگیری عموماً همانند مونوتیول‌ها یا تیول‌های تکی است. دی‌تیول‌ها را بر اساس جایگاه دو گروه عاملی تیول نسبت به هم رده‌بندی می‌کنند.

## ۱٬۲-دی‌تیول
ترکیباتی اند شامل گروه‌های تیول بر روی کربن مجاور در مرکز. ۲٬۱-اتان دیتیول و بنزن‌دی‌تیول در اثر واکنش با آلدهیدها و کتون‌ها، ۱٬۳-دی‌تیولان تولید می‌کنند.

## ۱٬۳-دی‌تیول
۳٬۱-دی پروپان دیتیول عضو مادر در این سری است و چون به دلیل واکنش با کتون‌ها و آلدهیدها ۱٬۳-دی‌تیان تولید می‌کند به عنوان یک واکنشگر ناب در شیمی آلی کاربرد پیدا کرده است.